# EOLE (satélite)
EOLE, também conhecido como EOLE-1, CAS-1 (Cooperativa Application Satellite) e FR-2 (France 2), foi um satélite artificial francês lançado no espaço no dia 16 de agosto de 1971 por um foguete Scout B1 estadunidense a partir de Wallops Island.

## Características
O EOLE foi o segundo satélite meteorológico experimental francês e o primeiro lançado em parceria com a NASA e o Centre National d'Etudes Spatial (CNES). Sua função principal era a de transmitir os dados de uma rede mundial de balões meteorológicos que faziam medições em altura, pressão, temperatura, umidade e velocidade do vento.
O satélite tinha forma octogonal, com uma distância entre vértices opostos de 0,71 metros um comprimento de 0,58 metros. A alimentação elétrica era fornecida por oito painéis solares retangulares posicionados com um ângulo de 45 graus com relação ao corpo do satélite e quinze baterias recarregáveis de prata-cádmio que proporcionavam em média uma potência de 20 watts. O satélite mantinha-se orientado para a Terra através da técnica de gradiente de gravidade usando um mastro de 10,06 m de comprimento. A precisão do controle de atitude atingiu 9 graus em relação à vertical local.
O EOLE guardava a bordo os dados que recolhia dos balões meteorológicos e retransmitia o pedido quando se encontrava ao alcance de uma estação de terra. O conjunto do sistema de telemetria consistia em um transmissor de descida de dados para as estações que funcionava a 136,350 MHz e que também era usado como baliza de acompanhamento; um receptor a 148,25 MHz para comandos e dados dos balões; e um transmissor (464,84 MHz) e receptor (401,7196) entre o satélite e os balões.
O satélite foi injetado em uma órbita inicial de 904 km de apogeu e 677 km de perigeu, com uma inclinação orbital de 50,1 graus e um período de 100,6 minutos. As operações com o satélite foram um sucesso, exceto pela destruição de 71 balões meteorológicos produzida pelo envio de um comando errado a partir do controle de terra. O último dos balões meteorológicos transmitiu em janeiro de 1973, mas o EOLE continuou sendo usado para transmitir dados de boias oceânicas e navios.